# Au clair de la rue
Albums de Benab
Dracarys
(2019) Drapeau blanc
(2023)
Singles
1. RS3 (feat. Timal)
Sortie : 16 juillet 2020
2. Au clair de la rue
Sortie : 13 janvier 2021
3. Tiki Taka
Sortie : 11 juin 2021
4. RS4 (feat. Timal & Kofs)
Sortie : 30 juillet 2021
5. Zéro
Sortie : 8 octobre 2021
6. Faya (feat. Maes)
Sortie : 27 octobre 2021
7. Mon poto
Sortie : 29 octobre 2021
8. Roro
Sortie : 18 février 2022

Au clair de la rue est le deuxième album studio du rappeur et chanteur français Benab sorti le 19 février 2021. La deuxième partie est sortie le 29 octobre 2021.

## Liste des pistes
| 1.  | Au clair de la rue         | Benab, Sofien Makour           | Djaresma                           | 2:21 |
| 2.  | Clásico                    | Benab                          | Bersa                              | 2:38 |
| 3.  | RS3 (feat. Timal)          | Benab, Timal                   | Bersa, Koston                      | 3:42 |
| 4.  | Danny Mellow               | Benab                          | Bersa                              | 2:46 |
| 5.  | Maladie (feat. Imen Es)    | Benab, Imen Es                 | Bersa                              | 3:17 |
| 6.  | Donna Imma                 | Benab, Sofien Makour           | Stanckovic, Bersa, Amin Flow Beats | 3:20 |
| 7.  | Andale (feat. Maes)        | Benab, Maes                    | Bersa                              | 2:36 |
| 8.  | La night                   | Benab, Sofien Makour           | Koston                             | 3:36 |
| 9.  | Harira (feat. Mister V)    | Benab, Sofien Makour, Mister V | Bersa                              | 3:15 |
| 10. | Ça suffit pas (feat. Naps) | Benab, Naps                    | Koston                             | 2:46 |
| 11. | El Mero Mero               | Benab                          | Koston                             | 3:47 |
| 12. | Zone (feat. Marwa Loud)    | Benab, Marwa Loud              | Koston                             | 3:10 |
| 13. | Confidentes                | Benab                          | Bersa, Sofiane Pamart              | 3:36 |

| 1.  | Zéro                     | Benab              | Bersa                  | 3:28 |
| 2.  | Bulle                    | Benab              | Dogg SoSo, Bujaa Beats | 3:06 |
| 3.  | Tiki Taka                | Benab              | Bersa                  | 3:13 |
| 4.  | Jalousie                 | Benab              | Dogg SoSo, Djaresma    | 3:27 |
| 5.  | RS4 (feat. Timal & Kofs) | Benab, Timal, Kofs | Bersa, Koston          | 3:46 |
| 6.  | GPS                      | Benab              | Ximas, Miixii Beats    | 2:43 |
| 7.  | Faya (feat. Maes)        | Benab, Maes        | Bersa                  | 3:25 |
| 8.  | Baby                     | Benab              | Dogg SoSo, Bersa       | 3:02 |
| 9.  | Hazi (feat. Mamini)      | Benab, Mamini      | Bersa                  | 2:31 |
| 10. | Cartel                   | Benab              | Dogg SoSo, Bersa       | 3:10 |
| 11. | P2 (feat. Zed)           | Benab, Zed         | Dogg SoSo, Djaresma    | 2:52 |
| 12. | Huracan                  | Benab              | Dogg SoSo, Yacine STT  | 2:27 |
| 13. | Ganté                    | Benab              | Dogg SoSo, Bersa       | 2:49 |

| 1. | Khio          | Benab | Bersa  | 2:55 |
| 2. | Pistache      | Benab | Benab  | 3:14 |
| 3. | Cash money    | Benab | Koston | 3:02 |
| 4. | Jour de pluie | Benab | Benab  | 3:06 |
| 5. | Roro          | Benab | Bersa  | 3:04 |
| 6. | Mon poto      | Benab | Bersa  | 3:19 |

## Clips vidéo
- RS3 (feat. Timal) : 17 juillet 2020
- Au clair de la rue : 13 janvier 2021
- Confidentes : 5 février 2021
- La night : 19 février 2021
- Andale (feat. Maes) : 26 mars 2021
- Tiki Taka : 11 juin 2021
- RS4 (feat. Timal & Kofs) : 30 juillet 2021
- Zéro : 8 octobre 2021
- P2 (feat. Zed) : 29 octobre 2021

## Accueil

### Classements hebdomadaires
| Classements (2021)           | Meilleure position |
| ---------------------------- | ------------------ |
| France (SNEP)                | 4                  |
| Belgique (Wallonie Ultratop) | 37                 |

| Classements (2021)           | Meilleure position |
| ---------------------------- | ------------------ |
| Belgique (Wallonie Ultratop) | 37                 |

### Certifications
| Région                                                                                                 | Certification | Ventes/Streams |
| --- | ------------- | -------------- |
| France (SNEP)                                                                                          | Platine       | 100 000*       |
| *Ventes selon la certification ^Mise en rayon selon la certification xNon précisé par la certification |               |                |

#### Titres certifiés en France
- RS3 (feat. Timal)  Platine[6]
- Tiki Taka  Or[7]
- RS4 (feat. Timal & Kofs)  Or[8]
- Mon poto  Or[9]

## références
1. ↑  « Benab : "Au clair de la rue" part. 1, la compil' de Sevran, l'impact de la street, Maes », sur Mouv', 16 février 2021 (consulté le 26 décembre 2023)
2. ↑  Lescharts.com – Benab – Au clair de la rue - Part 1. SNEP. Hung Medien.
3. ↑  Ultratop.be – Benab – Au clair de la rue - Part 1. Ultratop 200 albums. Ultratop et Hung Medien / hitparade.ch.
4. ↑  Ultratop.be – Benab – Au clair de la rue - Part 2. Ultratop 200 albums. Ultratop et Hung Medien / hitparade.ch.
5. ↑  « Certification "Au clair de la rue" », sur SNEP, 5 octobre 2023 (consulté le 28 décembre 2023)
6. ↑  « Certification "RS3" », sur SNEP (consulté le 28 décembre 2023)
7. ↑  « Certification "Tiki Taka" », sur SNEP (consulté le 28 décembre 2023)
8. ↑  « Certification "RS4" », sur SNEP (consulté le 28 décembre 2023)
9. ↑  « Certification "Mon poto" », sur SNEP (consulté le 28 décembre 2023)